# Heliconius roseoflava
Heliconius roseoflava är en fjärilsart som beskrevs av Heinrich Neustetter 1926. Heliconius roseoflava ingår i släktet Heliconius och familjen praktfjärilar. Inga underarter finns listade i Catalogue of Life.